# Au cœur du blizzard
Au cœur du blizzard (titre original : Otter tre to kaller), est un roman pour adolescents de l'écrivain norvégien Leif Hamre, paru en 1957. Une version anglaise est publiée deux ans plus tard et c'est de cette dernière qu'est issue la traduction française qui paraît en 1970. Une suite a été écrite en 1958 sous le titre Blå 2; hopp ut (inédit en France).
Le roman relate l'histoire de deux aviateurs norvégiens dans les années 1950, qui, en raison d'une panne de leur appareil, doivent survivre plusieurs jours dans un abri de fortune battu par la tempête sur les landes du Finnmark en Laponie.

## Résumé
Le lieutenant Geir Grand est pilote dans la force aérienne royale norvégienne, à la base de Bodø. Lorsqu'il est réveillé à l'aube pour assurer un vol à bord d'un Otter vers Kirkenes, il n'est pas enchanté : les prévisions météorologiques sont mauvaises au-dessus de la Laponie et on lui impose comme copilote le sergent Peter Hovden dont il redoute l'inexpérience. Au mess, avant le décollage, ils rencontrent Svein Rowan, pilote d'hélicoptère et ami de Geir. Après une escale à Bardufoss, alors que l'avion survole les landes du Finnmark, le moteur donne des signes de faiblesse puis tombe en panne. Les deux pilotes doivent sauter en parachute. Peter se casse une jambe à l'atterrissage et son compagnon, indemne, met du temps à le retrouver.
Ils construisent un abri de fortune pour s'abriter du blizzard qui menace, allumant un feu et se nourrissant de leurs rations alimentaires. Peter ne pouvant se déplacer, ils n'ont d'autre ressource que d'attendre sur place l'arrivée des secours. Geir décide cependant de partir seul à la recherche de l'épave de l'avion qu'il retrouve à quelques kilomètres de là. Alors qu'il revient vers le camp, chargé de tout le matériel nécessaire pour améliorer leur installation, le blizzard se lève et Geir erre dans la lande toute une nuit avant d'être guidé vers le camp par Peter qui n'a cessé de l'appeler avec son sifflet. Les deux hommes sont épuisés, mais Geir tient à parfaire leur installation dans une cabane en branchages isolée par des blocs de neige.
Geir arrive à pêcher des truites dans un lac voisin et à prendre au collet des lagopèdes, ce qui assure aux deux aviateurs, après une période d'incertitude, une nourriture régulière. Ils passent ainsi plusieurs jours dans l'attente de secours cloués au sol par la tempête. En outre, une horde de loups a repéré les deux hommes et assiège le camp deux nuits de suite ; le feu permet toutefois de les tenir en respect. C'est alors que la tempête se calme ; les recherches aériennes peuvent être entreprises et, après avoir été repérés par une patrouille de Thunderjet, les deux aviateurs sont rapatriés par Svein à bord de son hélicoptère Bell 47.

## Analyse
Au coeur du blizzard est une robinsonnade de « fiction réaliste » qui met en scène deux personnes confrontées à un milieu hostile : l'argument du roman est vraisemblable, tout comme les moyens utilisés par les deux hommes pour survivre. L'auteur se livre également à un parallèle entre la situation particulière des deux aviateurs et l'idéal du nationalisme norvégien : la capacité à survivre malgré l'hostilité du milieu est, selon Hamre, ce qui caractérise le Norvégien et, plus généralement, le Scandinave.

## Édition française
- Au cœur du blizzard  (trad. Jean Courbeyre, depuis la version anglaise Leap into danger), Robert Laffont, coll. « Plein Vent » (no 63), 1970, 237 p. (ISBN 978-2-221-02569-7).